# Krishnagiri
Krishnagiri (en tamil: கிருட்டிணகிரி ) es una localidad de la India capital del distrito de Krishnagiri, estado de Tamil Nadu.

## Geografía
Se encuentra a una altitud de 499 m.s.m. a 254 km de Chennai, en la zona horaria UTC +5:30.

## Demografía
Según estimación 2010 contaba con una población de 66 844 habitantes.